# باريس، أحبك
باريس، أحبك (بالفرنسية: Paris, je t'aime)‏ هو فيلم درامي إخراج جماعي لـ 18 مخرجًا من أنحاء العالم، صدر في سنة 2006. يروي الفيلم ثمانية عشر حكاية تدور في باريس.

## القصة
يتكون الفيلم من ثمانية عشر حكاية إخراج جماعي لـ 18 مخرجًا وكل جزء ذو قصة مختلفة خاصة به ولكن يجمعها انها تدور في مدينة باريس.
- سائح أمريكي في محطة المترو يتورط في المتاعب مع زوجين بسبب تلاقي عينيه بهم
- مربية لاتينية تترك طفلها لتذهب لتقوم بعملها في رعاية طفل آخر
- طفل يحكي عن والديه من فناني البانتوميم وكيف تقابلا
- أب وابنته في لقاء خاطف خوفًا من شخص ثالث يتضح أنه ابنها الرضيع
- شخص يتعرض لهجوم مصاصة دماء ولكن خوفه يتحول لعشق ويصيرا معًا بعد أن يتحول إلى مصاص دماء

## الميزانية والإيرادات
بلغت تكلفة إنتاج الفيلم حوالي 13 مليون دولار بينما حقق أرباحا تقدر بـ 17,471,727 دولار.

## روابط خارجية
- باريس، أحبك على موقع IMDb (الإنجليزية)
- باريس، أحبك على موقع ميتاكريتيك (الإنجليزية)
- باريس، أحبك على موقع روتن توميتوز (الإنجليزية)
- باريس، أحبك على موقع نتفليكس (الإنجليزية)
- باريس، أحبك على موقع قاعدة بيانات الأفلام العربية
- باريس، أحبك على موقع ألو سيني (الفرنسية)
- باريس، أحبك على موقع Turner Classic Movies (الإنجليزية)
- باريس، أحبك على موقع أول موفي (الإنجليزية)
- باريس، أحبك على موقع بوكس أوفيس موجو (الإنجليزية)
- باريس، أحبك على موقع فيلمافينيتي (الإسبانية)